# Mexicotarsus sulcatus
Mexicotarsus sulcatus är en mångfotingart som beskrevs av Karl Wilhelm Verhoeff 1934. Mexicotarsus sulcatus ingår i släktet Mexicotarsus och familjen stenkrypare. Inga underarter finns listade i Catalogue of Life.